# Самуил бен-Яков ибн-Джам
Раввин Самуил бен-Яков ибн-Джам, или Джама (др.-евр. גמע‬), — переводчик c арабского, живший в XII веке в одном из городов (קאבם) Северной Африки (тунисский Габес?). Как раввин, относится к «ришоним».
Был в дружбе с Авраамом ибн-Эзрой, посвятившим ему «Chai ben Mekiz».

## Труды
Ибн-Джам — автор дополнения (под заглавием «Elef ha-Magen» или «Angur») к еврейскому переводу арабского «Джама» к «Аруху» Натана бен-Иехиэля, извлечения из которого напечатаны Соломоном Бубером в «Grätz-Jubelschrift» (юбилейном сборнике в честь Греца, Бреславль, 1888).
Ибн-Джаму приписывается, кроме того, составление двух сочинений на арабском языке:
- «Risalаt al-Burhan fi Tadhkijat al-Chaiwan» — о законах резки скота[2],
- «Kitab al-Zahdah lil-Muta’ammilin fi Jakazat al-Mutaghaffilin» — по этике.

Согласно Дукесу и другим учёным, Ибн-Джам — автор грамматического сочинения «Reschit ha-Lekach» (в Ватиканской и Парижской библиотеках).
Ибн-Джама некоторые отождествляют с его тёзкой, автором новелл к талмудическому трактату «Санхедрин», упоминаемых Исааком бен-Абба Мари в «Sefer ha-Ittur».